# Fondo Monetario Internacional
El Fondo Monetario Internacional (FMI; en inglés, International Monetary Fund o IMF) es una organización financiera internacional de las Naciones Unidas con sede en Washington D. C. (Estados Unidos). Nació en 1944 en los acuerdos de Bretton Woods, principalmente de las ideas de Harry Dexter White y John Maynard Keynes, en una reunión de 730 delegados de 44 países aliados de la Segunda Guerra Mundial, entrando en vigor oficialmente el 27 de diciembre de 1945 con 29 países miembros con el objetivo de reconstruir el sistema monetario internacional. Después de 1976 y de la desaparición del sistema de cambio fijo, el FMI toma un papel preponderante en el otorgamiento de créditos a los Estados a cambio de que estos implementen sus recomendaciones. En 2010, durante la 14.ª revisión general de cuotas los fondos financieros disponibles del FMI se situaban en 755 700 millones de dólares estadounidenses.
A través del fondo y otras actividades como la recolección de estadísticas y datos, monitoreo de las actividades económicas de los países miembros, y la demanda de políticas concretas, el FMI proclama trabajar para mejorar la economía de sus países miembros. Los objetivos proclamados por la organización son: promover la cooperación monetaria internacional, comercio internacional, reducir la desocupación, conseguir tasas de cambio sustentables, lograr crecimiento económico, y otorgar razonablemente recursos a países miembros en dificultades económicas. El FMI se financia con dos grandes herramientas: cuotas y préstamo. Las cuotas son aportes realizados por los países miembros al fondo común de la organización. Las mayores economías hacen aportes proporcionales mayores que las economías más pequeñas. Además, las obligaciones de cuotas aumentan periódicamente como forma de aumentar los recursos de los que puede disponer el FMI en forma de derechos especiales de giro.

## Creación

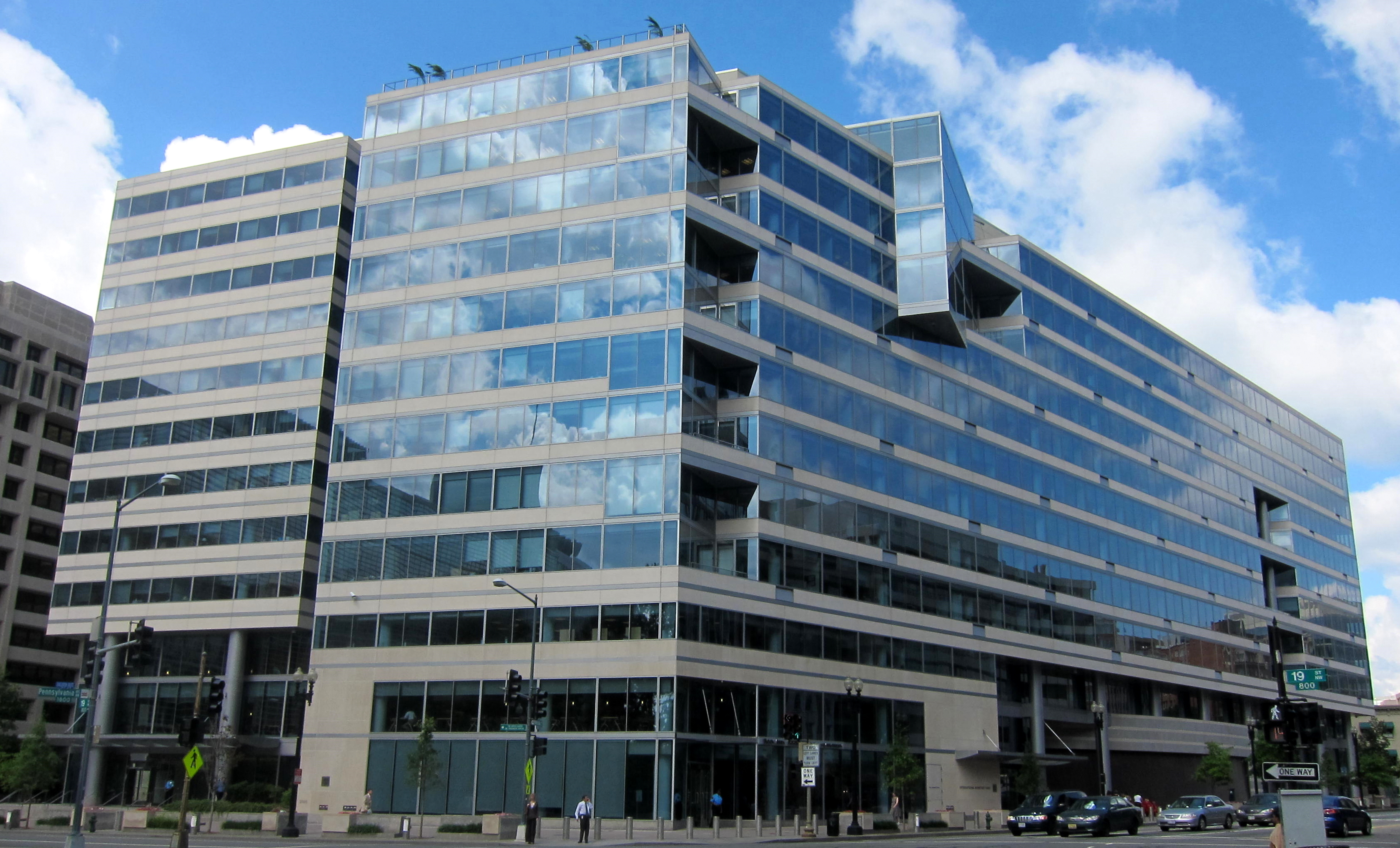
La segunda sede del Fondo Monetario Internacional (FMI).

El FMI fue creado en julio de 1944 durante la conferencia de acuerdos de Bretton Woods a fin de garantizar la estabilidad del Sistema Monetario Internacional después de la Segunda Guerra Mundial. Comenzó a existir oficialmente el 27 de diciembre de 1945, cuando los primeros 29 países ratificaron el convenio correspondiente.
El nuevo orden económico que proponía el representante estadounidense y, según se supo más tarde, comunista y espía de la Unión Soviética, Harry Dexter White, reposaba en tres reglas:
- Cada Estado debía definir su moneda en relación con el oro o con el dólar estadounidense.
- El valor de la moneda debía fluctuar únicamente en un margen de 1 % con relación a su paridad oficial.
- Cada Estado estaba encargado de defender esta paridad velando por el equilibrio de la balanza de los pagos.

Por lo tanto, el papel del sistema monetario internacional es promover la ortodoxia monetaria para que se mantenga un contexto favorable al desarrollo del comercio mundial, tras conceder préstamos a algunos países en dificultades en el contexto de la reconstrucción después de la Segunda Guerra Mundial. Según sus estatutos, sus objetivos son «fomentar la cooperación monetaria internacional; facilitar la expansión y el crecimiento equilibrado del comercio internacional; fomentar la estabilidad cambiaria; contribuir a establecer un sistema multilateral de pagos para las transacciones corrientes entre los países miembros y eliminar las restricciones cambiarias que dificulten la expansión del comercio mundial; infundir confianza a los países miembros poniendo a su disposición temporalmente y con las garantías adecuadas los recursos del Fondo, dándoles así oportunidad de que corrijan los desequilibrios de sus balanzas de pagos sin recurrir a medidas perniciosas para la prosperidad nacional o internacional, para acortar la duración y aminorar el desequilibrio de sus balanzas de pagos».
El FMI es más o menos, complementario de otras grandes instituciones económicas de la época como el Banco Mundial,  el BIRD (Banco Internacional de Reconstrucción y Desarrollo), creados al mismo tiempo, y el Acuerdo General sobre Aranceles GATT firmado poco tiempo después.
Durante las negociaciones de Bretton Woods, el representante británico, el economista John Maynard Keynes, sugirió la creación de una institución más importante, una verdadera Banca Central Mundial que emitiese una moneda internacional: el «bancor». Esta proposición fue rechazada porque habría significado para los Estados Unidos, una pérdida de su influencia con el dólar.

## Otorgamiento de recursos financieros
Otorga temporalmente aquellos recursos financieros a los miembros que experimentan problemas en su balanza de pagos.
Un país miembro tiene acceso automático al 25 % de su cuota si experimenta dificultades de balanza de pagos. Si necesita más fondos, tiene que negociar un plan de estabilización. Se aspira a que cualquier miembro que reciba un préstamo lo pague lo antes posible para no limitar el acceso de crédito a otros países. Antes de que esto suceda, el país solicitante del crédito debe indicar en qué forma se propone resolver los problemas de su balanza de pagos de manera que le sea posible reembolsar el dinero en un período de amortización de tres a cinco años, aunque a veces alcanza los quince años.

## Servicios financieros
Los acuerdos de derecho de giro forman el núcleo de la política de crédito del FMI. Un acuerdo de derecho de giro ofrece la seguridad al país miembro de que podrá girar hasta una determinada cantidad, habitualmente durante un período de 12 a 18 meses, para hacer frente a un problema de balanza de pagos a corto plazo.
Servicio ampliado del FMI. El apoyo del FMI a un país miembro al amparo del servicio ampliado del FMI ofrece la seguridad de que el país miembro podrá girar hasta una determinada cantidad, habitualmente durante un período de tres a cuatro años, para ayudar a solucionar problemas económicos de tipo estructural que estén causando graves deficiencias en la balanza de pagos.
Servicio para el crecimiento y la lucha contra la pobreza (reemplazó al servicio reforzado de ajuste estructural en noviembre de 1999). Un servicio en el que se cobran tasas de interés bajas para ayudar a los países miembros más pobres que enfrentan problemas persistentes de balanza de pagos (véase en la página 46 “Nuevo enfoque para reducir la pobreza”). El costo que pagan los prestatarios está subvencionado con los recursos obtenidos de la venta de oro propiedad del FMI, más préstamos y donaciones que los países miembros conceden al FMI con ese fin.
Servicio de complementación de reservas. Ofrece a los países miembros financiamiento adicional a corto plazo si experimentan dificultades excepcionales de balanza de pagos debido a una pérdida súbita y amenazadora de confianza del mercado que conduzca a una salida de capital. La tasa de interés para los préstamos en virtud de este servicio entraña un recargo sobre el nivel habitual del crédito del FMI.
Asistencia de emergencia. Ventanilla abierta en 1962 para ayudar a los países miembros a superar los problemas de balanza de pagos debidos a catástrofes naturales repentinas e imprevisibles; el servicio se amplió en 1995 para tener en cuenta ciertas situaciones surgidas en un país miembro tras un conflicto que haya alterado su capacidad institucional y administrativa.

## Directores gerentes
Históricamente, el director gerente del FMI siempre ha sido europeo mientras que el presidente del Banco Mundial ha sido estadounidense. Sin embargo, esta tradición está cada vez más cuestionada, y la competencia para estos dos puestos puede abrirse para incluir a otras y otros candidatos calificados de cualquier parte del mundo. Los consejeros ejecutivos, quienes conforman el director gerente, los eligen los ministros de finanzas de los países que representan. El primer subdirector gerente del FMI, el segundo al mando, tradicionalmente ha sido —y es hoy en día— un estadounidense.

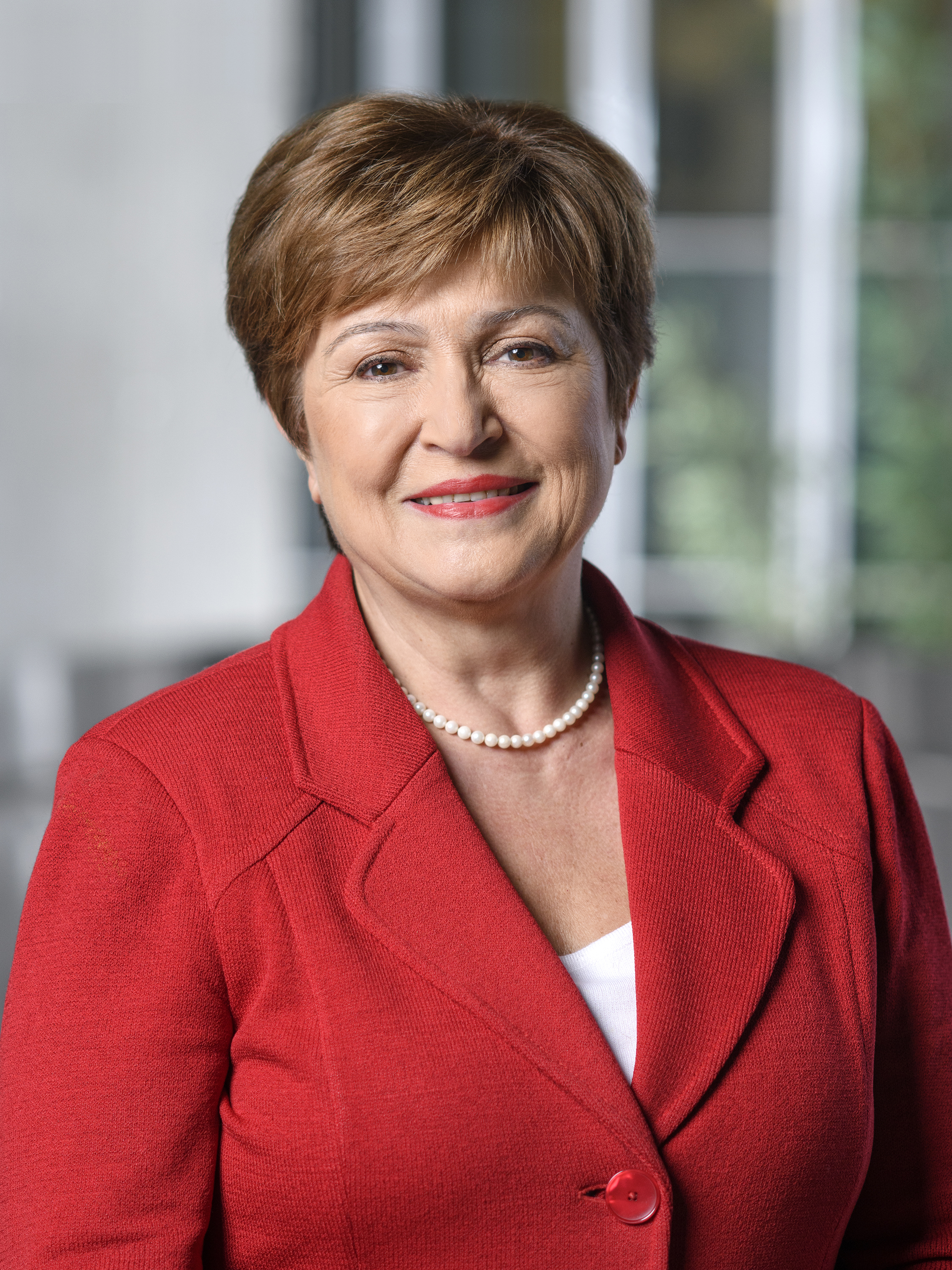
Kristalina Gueorguieva, actual directora del Fondo Monetario Internacional

| Fechas                                             | Nombre                 | Nacionalidad   |
| -------------------------------------------------- | ---------------------- | -------------- |
| 6 de mayo de 1946-5 de mayo de 1951                | Camille Gutt           | Bélgica        |
| 3 de agosto de 1951-3 de octubre de 1956           | Ivar Rooth             | Suecia         |
| 21 de noviembre de 1956-5 de mayo de 1963          | Per Jacobsson          | Suecia         |
| 1 de septiembre de 1963-31 de agosto de 1973       | Pierre-Paul Schweitzer | Francia        |
| 1 de septiembre de 1973-16 de junio de 1978        | Johannes Witteveen     | Países Bajos   |
| 17 de junio de 1978-15 de febrero de 1987          | Jacques de Larosière   | Francia        |
| 16 de febrero de 1987-14 de febrero de 2000        | Michel Camdessus       | Francia        |
| 1 de mayo de 2000-4 de marzo de 2004               | Horst Köhler           | Alemania       |
| 4 de marzo de 2004-7 de junio de 2004 (interina)   | Anne Osborn Krueger    | Estados Unidos |
| 7 de junio de 2004-31 de octubre de 2007           | Rodrigo Rato           | España         |
| 1 de noviembre de 2007-18 de mayo de 2011          | Dominique Strauss-Kahn | Francia        |
| 18 de mayo de 2011-5 de julio de 2011 (interino)   | John Lipsky            | Estados Unidos |
| 5 de julio de 2011-12 de septiembre de 2019        | Christine Lagarde      | Francia        |
| 2 de julio de 2019-1 de octubre de 2019 (interino) | David Lipton           | Estados Unidos |
| 1 de octubre de 2019-presente                      | Kristalina Gueorguieva | Bulgaria       |

## Directores ejecutivos y poder de voto

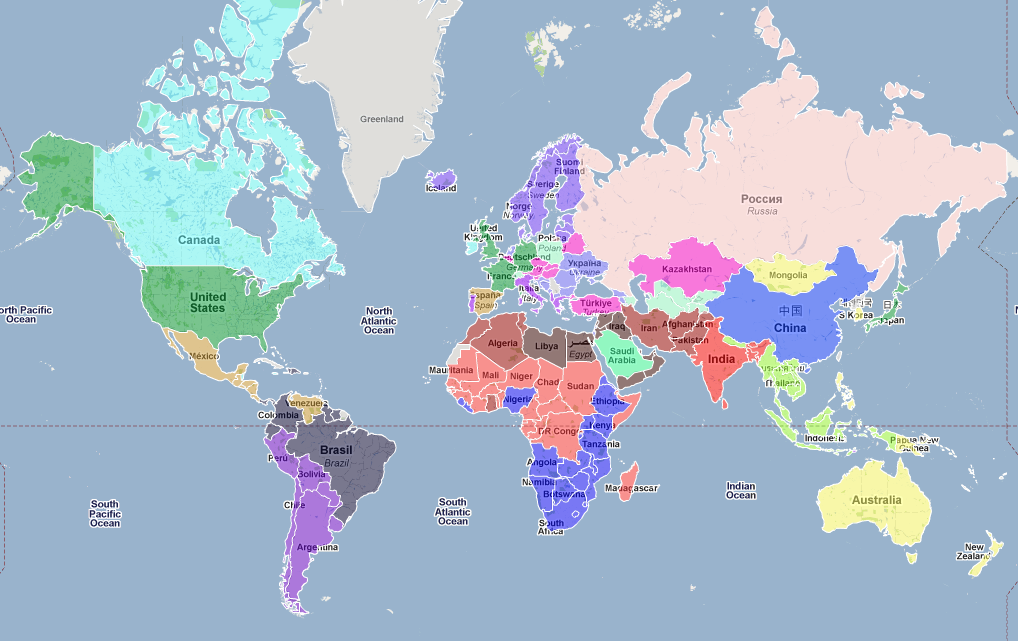
Grupos de países eligen a un director ejecutivo que vota por ellos. 24 directores en total.

Cada país tiene un determinado poder de voto dentro del organismo, dependiendo del tamaño de su economía (PIB), cuenta corriente, reservas internacionales y otras variables económicas. Las decisiones se toman por una mayoría calificada del 70 %, aunque algunas decisiones más importantes (16 de 40) se adoptan por una mayoría cualificada del 85 %. Dado que Estados Unidos posee el 16,74 %, este sistema le otorga de facto un poder de veto sobre las decisiones tomadas por el organismo financiero, ya que su voto en contra o abstención impide la adopción de decisiones importantes que requieren el 85 % de mayoría.
En total, hay 24 directores ejecutivos elegidos entre los países miembros del Fondo. Solo Estados Unidos, Japón, Alemania, Francia y el Reino Unido pueden elegir un director sin ayuda de ningún otro país. China, Arabia Saudí y Rusia eligen de facto un director cada uno. Los demás 16 directores son elegidos por bloques de países. Cada director tiene un derecho de voto que puede ir desde 16,74 % (Estados Unidos) hasta el 1,34 % (de 24 países de África juntos).
| 1  | 5.13  | Austria Bélgica Bielorrusia República Checa Hungría Kazajistán Luxemburgo Eslovaquia Eslovenia Turquía |
| 2  | 4.77  | Armenia Bosnia y Herzegovina Bulgaria Croacia Chipre Georgia Israel Macedonia del Norte Moldavia Montenegro Países Bajos Ucrania |
| 3  | 4.44  | Costa Rica El Salvador Guatemala Honduras México Nicaragua España Venezuela |
| 4  | 4.10  | Albania Grecia Italia Malta Portugal San Marino Timor Oriental |
| 5  | 3.65  | China |
| 6  | 3.63  | Antigua y Barbuda Bahamas Barbados Belice Canadá Dominica Granada Irlanda Jamaica San Cristóbal y Nieves Santa Lucía San Vicente y las Granadinas |
| 7  | 3.52  | Brunéi Camboya Fiyi Filipinas Indonesia Laos Malasia Birmania Nepal Singapur Tailandia Tonga Vietnam |
| 8  | 3.44  | Australia Corea del Sur Islas Marshall Islas Salomón Kiribati Micronesia Mongolia Nueva Zelanda Palaos Papúa Samoa Seychelles Vanuatu |
| 9  | 3.43  | Dinamarca Estonia Finlandia Islandia Letonia Lituania Noruega Suecia |
| 10 | 3.19  | Baréin EAU Egipto Irak Jordania Kuwait Líbano Libia Maldivas Omán Catar Siria Yemen |
| 11 | 3.16  | Arabia Saudita |
| 12 | 3.01  | Angola Botsuana Burundi Eritrea Etiopía Gambia Kenia Lesoto Liberia Malaui Mozambique Namibia Nigeria Sierra Leona Sudáfrica Sudán Suazilandia Tanzania Uganda Zambia |
| 13 | 2.78  | Azerbaiyán Kirguistán Polonia Serbia Suiza Tayikistán Turkmenistán Uzbekistán |
| 14 | 2.69  | Rusia |
| 15 | 2.42  | Afganistán Argelia Ghana Irán Marruecos Pakistán Túnez |
| 16 | 2.42  | Brasil Colombia Ecuador Guyana Haití Panamá República Dominicana Surinam Trinidad y Tobago |
| 17 | 2.35  | Bangladés Bután India Sri Lanka |
| 18 | 1.95  | Argentina Bolivia Chile Paraguay Perú Uruguay |
| 19 | 1.34  | Benín Burkina Faso Camerún Cabo Verde Chad Comoras Costa de Marfil Yibuti Gabón Guinea Guinea-Bisáu Guinea Ecuatorial Madagascar Mali Mauricio Níger República Centroafricana República del Congo República Democrática del Congo Ruanda Santo Tomé y Príncipe Senegal Togo |
| 20 | 4.85  | Reino Unido |
| 21 | 4.85  | Francia |
| 22 | 5.87  | Alemania |
| 23 | 6.01  | Japón |
| 24 | 16.74 | Estados Unidos |

## Resurgimiento

Logotipo similar al emblema oficial del FMI

En la cumbre de G20 de 2009 el FMI cuadriplicó su capacidad financiera a un billón de dólares. Además, se le encargó supervisar si los países están estimulando suficientemente a sus economías y si están reformando sus sistemas regulatorios, además de alertar sobre problemas financieros. Cerca de 500.000 millones de dólares serán destinados para rescatar a las economías en problemas y el organismo dispone de una línea de crédito que no les exige a los deudores llevar a cabo reformas económicas no populares, como la reducción del gasto fiscal, aunque sólo algunos países califican para ese tipo de crédito. Para los otros países, el fondo obligará a que se reduzcan los gastos fiscales o se eleven las tasas de interés aunque se tratará de proteger los programas para los más pobres.
En marzo de 2008 las acciones con derecho a voto de los países en desarrollo en el FMI crecieron 5,4 puntos porcentuales. Para Brasil eso significa un 1,7 %. La participación de China es de 3,8 %. Estos aumentos marginales aún no entran en efecto. Durante la reunión del FMI en abril, los países le encargaron la misión de combatir la actual recesión global e impedir que se produzcan nuevas recesiones. Para esto último, está llevando a cabo una prueba del sistema de advertencia temprana, dando advertencias y dictando políticas a los países de manera privada.
El 5 de septiembre de 2011 la entonces directora del FMI Christine Lagarde advirtió del riesgo de una recesión global que arrastró ese mismo día a las bolsas a graves caídas por todo el mundo.

### Reformas
- Modernizar la condicionalidad: las condiciones de los préstamos serán de objetivos precisos y los criterios de ejecución estructural se eliminarán de todos los programas.[17]
- Línea de Crédito Flexible: para países con fundamentos políticos y económicos sólidos. No están sujetos a los objetivos de políticas acordados por el país. Sus plazos de reembolso serán de 3 años y un cuatrimestre a 5 años, serán renovables y se podrá usar para la balanza de pagos y contingentes.[17]
- Fortalecer los acuerdos stand-by: con mayor flexibilidad.[17]
- Duplicación de los límites del acceso al financiamiento: los nuevos límites anual y acumulativo de acceso al financiamiento no concesionario del FMI son de 200 % y 600 % de la cuota, respectivamente.[17]
- Simplificar los costos y vencimientos.[17]
- Simplificar los servicios: se eliminarán los servicios poco usados que serán incluidos en las LCF (líneas de crédito flexible).[17]
- Reforma de los servicios para los países de bajo ingresos.[17]

## Informes

### 2013: confiscación de ahorros privados para reducir la deuda en los países ricos
En un documento de trabajo de 2013, de los autores Carmen M. Reinhart y Kenneth S. Rogoff, se plantea la necesidad de la condonación de las deudas públicas —deudas soberanas— además de la expropiación de una parte de los ahorros privados de los particulares y familias con el objetivo de reducir la deuda pública de los países desarrollados —básicamente los países de Europa, Japón y Estados Unidos—. El FMI ya indicó en octubre de 2013 la posibilidad de establecer un corralito y la consiguiente confiscación de ahorros privados en hasta un 10 % del patrimonio familiar con el objeto de reducir la deuda pública a cifras de 2007 -anteriores a la crisis financiera de 2008 y la posterior gran recesión.

## Clientes históricos del FMI
| País            | Nº de acuerdos | Deuda actual (en millones dólares) |
| --------------- | -------------- | ---------------------------------- |
| Perú            | 26             | 0                                  |
| Pakistán        | 24             | 8.293                              |
| Ecuador         | 23             | 8.714                              |
| Colombia        | 23             | 1.870                              |
| Argentina       | 23             | 61.242                             |
| Uruguay         | 22             | 0                                  |
| Turquía         | 19             | 0                                  |
| Ghana           | 18             | 3.313                              |
| México          | 18             | 0                                  |
| Chile           | 17             | 0                                  |
| Corea del Sur   | 17             | 0                                  |
| Brasil          | 16             | 0                                  |
| Paraguay        | 13             | 0                                  |
| Rumania         | 13             | 0                                  |
| Ucrania         | 11             | 14.049                             |
| Egipto          | 11             | 11.905                             |
| Indonesia       | 11             | 0                                  |
| Reino Unido     | 11             | 0                                  |
| Polonia         | 10             | 0                                  |
| Hungría         | 8              | 0                                  |
| India           | 7              | 0                                  |
| Portugal        | 4              | 0                                  |
| Rusia           | 4              | 0                                  |
| España          | 3              | 0                                  |
| Francia         | 3              | 0                                  |
| Italia          | 3              | 0                                  |
| Venezuela       | 3              | 0                                  |
| Vietnam         | 3              | 0                                  |
| China           | 2              | 0                                  |
| Estados Unidos  | 2              | 0                                  |
| Grecia          | 2              | 0                                  |
| Irlanda         | 1              | 0                                  |
| República Checa | 1              | 0                                  |

## Principales intervenciones del FMI
- 1994:  México; crisis económica de México; 18.000 millones de dólares.
- 1997: Asia; crisis financiera asiática; 36.000 millones de dólares.
- 1998:  Rusia; crisis financiera rusa; 22.600 millones de dólares.
- 1998:  Brasil; 41.500 millones de dólares.
- 2000:  Turquía; 11.000 millones de dólares.
- 2001:  Argentina; crisis económica argentina (1998-2002); 21.600 millones de dólares.
- 2010:  Grecia; crisis financiera en Grecia; 110.000 millones de euros (139.730 millones de dólares).
- 2011:  Portugal; crisis financiera en Portugal; 78.000 millones de euros (99.080 millones de dólares).
- 2018:  Argentina; crisis económica argentina (2018-presente); 57.100 millones de dólares.[23]

## Críticas

### De tipo técnico: análisis insuficiente y falta de métodos de supervisión
Un equipo de funcionarios del FMI se reúne, generalmente todos los años, con autoridades del gobierno y del banco central (sindicatos, asociaciones de empleadores, catedráticos, órganos legislativos y operadores financieros) de cada uno de los países miembros A fin de examinar la evolución y la política y económica del país. Para realizar la supervisión de los países, un equipo del FMI visita el país, obtienen información económica y financiera y analiza con las autoridades nacionales lo acontecido recientemente en el plano económico y las políticas monetaria y fiscal, así como las medidas estructurales. Normalmente, los funcionarios preparan una declaración final que resume lo discutido con el país miembro dejándolo en manos de las autoridades quienes tienen la opción de publicarlo. En el plano global, el Directorio Ejecutivo parte en gran medida de los informes elaborados por los funcionarios técnicos sobre las perspectivas de la economía mundial y los mercados financieros. Sin embargo, un informe independiente elaborado por un equipo de la Oficina de Evaluación Independiente del FMI (OIE) para el período (2004-2007), que precedió a la crisis económica de 2008 señaló la incapacidad del FMI de prever la crisis durante estos años. El informe señala que durante este período "el mensaje repetido constantemente era el de un optimismo permanente" y el FMI compartía la idea extendida de que "una crisis grave de los principales países industrializados era poco probable". Hasta los primeros momentos de la crisis e incluso en abril de 2007, "el mensaje del FMI ... presentaba un entorno económico internacional favorable". El FMI había prestado poca atención al deterioro de los balances de los sectores financieros, los posibles vínculos entre la política monetaria y los desequilibrios mundiales y la expansión del crédito. El FMI no había visto los principales componentes subyacentes de la crisis en gestación. El presidente ruso Vladímir Putin también ha destacado este problema, pidiendo una reforma del FMI para que sea más rápido en la toma de decisiones efectivas en un entorno financiero muy cambiante rápidamente.
En Estados Unidos, el FMI no analizó la degradación de las reglas para la concesión de hipotecas, ni el riesgo de esta situación para las instituciones financieras y "se mantuvo optimista sobre la propensión a la titulización para diluir los riesgos". En febrero de 2006 el denominado "Programa de Evaluación del Sector Financiero (PESF) que trataba sobre el Reino Unido afirma que "las carteras de préstamos hipotecarios de los bancos no parecen representar una fuente importante de vulnerabilidad directa". En cuanto a Islandia, en donde el crecimiento del sector bancario aumentó del 100 % al 1 000 % del PIB en 2003, la supervisión del FMI "ha fallado notoriamente al no señalar los peligros de un sistema bancario sobredimensionado". En 2007, los informes del FMI afirman que "las perspectivas a medio plazo de Islandia siguen siendo envidiables". El FMI saludaba las "innovaciones financieras" y recomendaba a otros países avanzados el uso de los mismos métodos que los Estados Unidos y el Reino Unido. En este contexto, el FMI criticaba en 2006 a Alemania y a Canadá. Para este último país, declaraba que "las tímidas estrategias  del sistema bancario de Canadá ofrecían rendimientos de los activos mucho más bajos que en los Estados Unidos". Los consejos del FMI a estos países se centraban específicamente en contra de las "barreras estructurales, algunas de las cuales han ayudado a proteger a estos países de los factores que desencadenaron la crisis".
Si el informe de primavera boreal de 2008 "Sobre la estabilidad financiera en el mundo" (GFSR), informaba de que las principales instituciones financieras podrían tener problemas de solvencia en el verano de 2008, el FMI "afirmaba con énfasis que la crisis estaba bajo control". En mayo de 2008 en la capital belga de Bruselas, Dominique Strauss-Kahn dijo sobre el sector financiero que "las peores noticias las hemos dejado atrás".
El informe de la OIE explica la incapacidad del FMI para identificar los riesgos y dar avisos mediante varios factores:
- Métodos de análisis incompletos y un "alto grado de pensamiento doctrinario".
- El punto de vista predominante de que "la autorregulación de los mercados sería suficiente para eliminar cualquier problema importante de las instituciones financieras".
- Insuficiente vinculación entre el análisis macroeconómico y el del sector financiero.
- Lagunas en la gobernabilidad interna.

### Crítica al FMI
Las críticos del FMI argumentan que por el papel dominante que tienen los países desarrollados dentro del organismo hace que el FMI oriente sus políticas globales al fomento del capitalismo de Mercado libre . a causa de haber impuesto a los países en vías de desarrollo —y más recientemente a algunos países europeos— sus programas económicos basados en el Consenso de Washington que consisten en la reducción del déficit y del gasto público y consecuentemente de servicios y prestaciones sociales, con fundamento en las políticas y teorías monetaristas y en el principio de libre mercado, que deben llevarse a cabo como condiciones de los préstamos realizados y que según sus críticos han provocado un aumento de la brecha entre ricos y pobres y un empeoramiento de los servicios públicos, como la sanidad. Los críticos sostienen que el enfoque de libre mercado del FMI contribuye a la desigualdad social, regresiones en la distribución del ingreso y perjuicios a las políticas sociales. Algunas de las críticas más conocidas en el mundo académico han partido del economista socialdemócrata Joseph Stiglitz, economista jefe del Banco Mundial de 1997 a 2000 y Premio Nobel de Economía 2001.
También se critica al FMI por haber apoyado y financiado a las dictaduras militares en Latinoamérica y África. Otras fuentes le han criticado puntualmente sus políticas sobre medio ambiente y alimentación.
Algunas de las políticas criticadas son: 
- Saneamiento del presupuesto público a expensas del gasto social. El FMI apunta que el Estado no debe otorgar subsidios o asumir gastos de grupos que pueden pagar por sus prestaciones, aunque en la práctica esto resulte en la disminución de los servicios sociales a los sectores que no están en condiciones de pagarlos.
- Generación de superávit primario para cubrir los compromisos de deuda externa.
- Eliminación de subsidios, tanto en la actividad productiva como en los servicios sociales, junto con la reducción de los aranceles.
- Reestructuración del sistema impositivo. Con el fin de incrementar la recaudación fiscal, ha impulsado generalmente la implantación de impuestos regresivos de fácil percepción (como el Impuesto al Valor Agregado)
- El concepto de servicios, en la interpretación del FMI, se extiende hasta incluir áreas que tradicionalmente se interpretan como estructuras de aseguramiento de derechos fundamentales, como la educación, la salud o la previsión social.
- Políticas de flexibilidad laboral, entendido como la liberalización del mercado de trabajo.

Estos puntos fueron centrales en las negociaciones del FMI en Latinoamérica como condicionantes al acceso de los países de la región al crédito, en los años ochenta. Se argumenta que provocaron una desaceleración de la industrialización, o desindustrialización en la mayoría de los casos. Las recesiones en varios países latinoamericanos a fines de los años noventa y crisis financieras como la de Argentina a finales de 2001, son usadas como ejemplos del fracaso de las políticas del Fondo Monetario Internacional, por cuanto esos países determinaron su política económica sobre la base de recomendaciones del organismo.

### El FMI y Libia
Otros críticos del FMI se enfocan en que este también llega a acuerdos con dictadores sin importar su signo ideológico. El 18 de noviembre de 2008, el entonces director del FMI, Dominique Strauss-Kahn, resumió su reunión con el líder libio Muamar el Gadafi de la siguiente manera: "Los encuentros que hemos mantenido son muestra de nuestro punto de vista común sobre las realizaciones de Libia y sobre los principales desafíos a los que se enfrenta. Las reformas ambiciosas de los últimos años han producido un fuerte crecimiento […]. El reto principal es mantener el ritmo de las reformas en curso con vistas a reducir el tamaño del Estado".
Este análisis económico se confirmó seis días después del comienzo de las revueltas en Bengasi que significan el comienzo de la Guerra de Libia el 15 de febrero de 2011. Un informe del FMI alaba la buena gestión económica de la Libia del coronel Gadafi, le anima a "continuar mejorando la economía", mencionando su "ambicioso programa de reformas".